# Chekover
Chekover (persiska: چکور, Chekūver) är en ort i Iran.   Den ligger i provinsen Gilan, i den nordvästra delen av landet, 270 km nordväst om huvudstaden Teheran. Antalet invånare är 548.
Terrängen runt Chekover är platt. Runt Chekover är det tätbefolkat, med 493 invånare per kvadratkilometer. Närmaste större samhälle är Bandar-e Anzalī, 16,0 km öster om Chekover. I omgivningarna runt Chekover växer i huvudsak blandskog.